# الإدارة المدنية الإسرائيلية
الإدارة المدنية (بالعبرية: המנהל האזרחי‏) هي هيئة حكم إسرائيلية تعمل في الضفة الغربية. أنشأتها حكومة إسرائيل في عام 1981، وتعتبر الجسم الذي خلف الحكم العسكري الإسرائيلي الذي أدار الأراضي التي احتلتها إسرائيل في عام 1967 (الضفة الغربية وقطاع غزة وشبه جزيرة سيناء ومرتفعات الجولان) بعد توقيع اتفاقية كامب ديفيد مع مصر، حيث فكك الحكم العسكري في جزيرة سيناء وسُلّم للمصريين، بينما قامت إسرائيل بضم مرتفعات الجولان واستبدل الحكم العسكري بالإدارة المدنية في الضفة الغربية وقطاع غزة. فيما عُدَّت الإدارة المدنية جسما منفصلا، إلا أنها كانت تابعة للجيش الإسرائيلي والإستخبارات الإسرائيلية الداخلية (الشاباك).:133:107
تعد الإدارة المدنية جزءاً من كيان أكبر يعرف بمكتب تنسيق الحكومة في المناطق، ووحدة في وزارة الدفاع الإسرائيلية. وبعد توقيع اتفاقية أوسلو تولت السلطة الوطنية الفلسطينية مهامها إلى حد كبير في عام 1994، ولكنها لا تزال تعمل بشكل محدود بإدارة شؤون السكان الفلسطينيين في المنطقة ج من الضفة الغربية، بالتنسيق مع السلطة الفلسطينية.
في واقع الأمر، يمكن اعتبار الإدارة المدنية الإسرائيلية أداة أقيمت بهدف تحسين صورة الاحتلال لدى العالم، ولتعمل على تقديم انطباع بأن هناك ما يمكن وصفه بحالة سياسية في الأراضي الفلسطينية المحتلة، وبشكل لا يشير إلى وجود احتلال مرفوض ومدان من قبل السكان الفلسطينيين، ومتعارض في ذات الوقت مع القانون الدولي.
من خلال أداء الإدارة المدنية الإسرائيلية، يمكن ملاحظة أنها أداة لتغليف للحكم العسكري وليست استبدالًا له. وذلك عبر تقديم خدمات تبدو على أنها إنسانية، من خلالها تعمل السلطات الإسرائيلية على تطويع الفلسطيني وتكييفه مع الاحتلال بعيدًا عن مسمى الحكم العسكري الذي يبعث على القلق.
عملت الإدارة المدنية الإسرائيلية منذ نشاتها على محاولة خلق جسم تمثيلي فلسطيني تابع لها. ففي أواخر سبعينات القرن الماضي، حاوت إنشاء ما يسمى روابط القرى كجسم فلسطيني خاضع لإرادة إسرائيل الكاملة، ليحل محل منظمة التحرير الفلسطينية، سوى أن الرفض الفلسطيني حال دون تثبيت روابط القرى كما أريد لها.
ومع توقيع اتفاق أوسلو والذي قامت السلطة الفلسطينية على أثره، كان من المفترض تراجع دور الإدراة المدنية تدريجيًا لتحل مكانها وزارة الشؤون المدنية الفلسطينية، والتي بدورها ستشكل حلقة الوصل مع كل مؤسسات السلطة وهيئاتها مع الجانب الإسرائيلي، والإٍشراف المباشر على كل ما يتعلق بحياة السكان من إدارة المعابرة واستصدار التصاريح ولم الشمل وحركة البضائع وغيرها.
على أرض الواقع لم يتراجع دور الإدارة المدنية الإسرائيلية أو يتقلص، بل بقي متداخلًا مع عمل السلطة الناشئة ومقيدًا له، توضح هذا مع تدهور الأوضاع ونشوب انتفاضة الأقصى، وإعادة احتلال مدن الضفة الغربية عام 2002. قبل ذلك أيضَا حرصت الاتفاقيات في جوهرها الاقتصادي على خلق اقتصاد فلسطيني تابع ومرتبط بشكل جوهري بالاقتصاد الإسرائيلي، مع سيطرة شبه كاملة على المعابر ومختلف أوجه الحياة.
في العام 2014 تولى الجنرال يوآف مردخاي رئاسة الإدارة المدنية الإسرائيلية كمنسق لأعمال الحكومة الإسرائيلية في الأراضي الفلسطينية المحتلة حتى العام 2018، خلالها توسع نشاط الإدارة المدنية متجاوزة السلطة الفلسطينية، وتزامن ذلك مع إنشاء موقع إلكتروني باللغة العربية من خلاله يتم التواصل مع الفلسطينيين ومخاطبتهم في شتى المجالات واستقبال طلباتهم ومعاملاتهم.

## روابط خارجية
- الموقع الرسمي